# 高山假拟沿沟草
高山假拟沿沟草（学名：Paracolpodium altaicum sp. leucolepis）为禾本科假拟沿沟草属下的一个亚种。